# Mùa bão Nam Thái Bình Dương 2022–23
Mùa bão Nam Thái Bình Dương 2022–23 là một giai đoạn trong năm mà hầu hết các xoáy thuận nhiệt đới hình thành trên vùng Nam Thái Bình Dương phía Đông kinh tuyến 160°Đ đến 120°T. Mùa bão chính thức bắt đầu từ ngày 1 tháng 11 năm 2022 và kết thúc vào ngày 30 tháng 4 năm 2023; tuy nhiên xoáy thuận nhiệt đới có thể hình thành vào bất kỳ thời điểm nào trong năm - khi đó chúng vẫn sẽ được tính vào trong mùa bão. Xoáy thuận nhiệt đới hoạt động trên khu vực này được theo dõi bởi Trung tâm Khí tượng Chuyên ngành Khu vực (RSMC) tại Nadi, Fiji và các Trung tâm Cảnh báo Xoáy thuận Nhiệt đới (TCWC) tại Brisbane, Australia và Wellington, New Zealand. Quân đội Hoa Kỳ thông qua Trung tâm Cảnh báo Bão Liên hợp (JTWC) cũng theo dõi khu vực này và ban hành những cảnh báo không chính thức phục vụ cho những lợi ích của nước Mỹ. RSMC Nadi đặt một con số và hậu tố F cho những vùng nhiễu động nhiệt đới hình thành hoặc di chuyển vào khu vực trong khi JTWC chỉ định cho những áp thấp nhiệt đới một số hiệu và hậu tố P. RSMC Nadi, TCWC Wellington và TCWC Brisbane tất cả đều sử dụng Thang đo của Úc và ước tính vận tốc gió duy trì liên tục trong khoảng thời gian 10 phút; trong khi JTWC ước tính vận tốc gió duy trì trong 1 phút và giá trị này được so sánh vào trong thang bão Saffir–Simpson (SSHWS).

## Danh sách bão

### Bão Hale
Vào ngày 7 tháng 1, Bão nhiệt đới 07U di chuyển vào lưu vực từ khu vực Australia và ngay lập tức được FMS phân loại lại thành Áp thấp nhiệt đới 04F.  Cuối ngày hôm đó, nó mạnh lên thành xoáy thuận nhiệt đới cấp 1 và FMS đặt tên nó là Hale.  Vào thời điểm đó, cơn bão đang chịu ảnh hưởng của độ đứt gió vừa phải, với cấu trúc đối lưu của nó chia thành hai nơi khác nhau,  trước khi bắt đầu suy yếu khi độ đứt gió tăng lên và tâm mực thấp của nó trở nên kéo dài.  FMS đã đưa ra lời khuyên cuối cùng về Hale vào ngày hôm sau khi nó di chuyển theo hướng đông-đông nam tới khu vực trách nhiệm của TCWC Wellington,  nơi họ phân loại lại nó thành áp thấp ngoại nhiệt đới sáu giờ sau đó.  JTWC sau đó đã ngừng cảnh báo trên hệ thống ba giờ sau đó. 

### Bão Irene
Đến đầu ngày 13 tháng 1, FMS lưu ý rằng hệ thống áp suất thấp dự kiến sẽ phát triển ở phía tây Vanuatu trong 5 ngày tới và tạo cơ hội phát triển vừa phải. Tuy nhiên, vùng áp thấp đã hình thành ở khu vực Australia vào cuối ngày hôm đó và đến ngày 14 tháng 1, nó đã phát triển thành một vùng nhiễu động nhiệt đới, với FMS chỉ định nó là 05F. 05F nhanh chóng tiến vào lưu vực vào ngày hôm sau, trước khi quay trở lại khu vực Australia vào cuối ngày hôm đó.

Đến ngày 17 tháng 1, 05F quay trở lại lưu vực Nam Thái Bình Dương, nơi nó được FMS nâng cấp thành áp thấp nhiệt đới. Lúc 03:00 UTC ngày 18 tháng 1, JTWC bắt đầu đưa ra cảnh báo trên hệ thống, phân loại nó là Bão nhiệt đới 09P. FMS sau đó cũng làm theo, nâng cấp hệ thống này thành xoáy thuận nhiệt đới cấp 1 trên quy mô Australia và đặt tên là Irene.. Vào thời điểm đó, hình ảnh vệ tinh cho thấy Irene đang nhanh chóng phát triển vùng u ám dày đặc ở trung tâm (CDO). Dưới môi trường thuận lợi với nhiệt độ mặt nước biển ấm áp, độ đứt gió thấp và dòng phân kì hướng cực mạnh mẽ, Irene đã mạnh lên thành bão nhiệt đới cấp 2 vào cuối ngày. Tuy nhiên, khi nó di chuyển qua đảo Tanna ở Vanuatu, tâm hoàn lưu mực nước thấp kéo dài và được xác định yếu của nó nhanh chóng bị lộ ra do gió đứt mạnh, khiến JTWC đưa ra cảnh báo cuối cùng về Irene và phân loại lại hệ thống này thành một xoáy thuận cận nhiệt đới theo vào ngày 19 tháng 1. FMS sau đó đã hạ cấp Irene thành xoáy thuận nhiệt đới cấp 1 và tiếp tục đưa ra cảnh báo khi nó suy yếu khi di chuyển theo hướng đông-đông nam, trước khi tuyên bố hệ thống này là xoáy thuận ngoại nhiệt đới vào cuối ngày cùng ngày. Irene được chú ý lần cuối vào ngày hôm sau.

### Bão Kevin
Áp thấp 18U đi vào lưu vực vào ngày 1 tháng 3, FMS gán số hiệu cho áp thấp nhiệt đới là 09F. JTWC đã phân loại nó là bão nhiệt đới và đưa ra khuyến cáo, gán số hiệu 16P. Hệ thống này được FMS đặt tên là Kevin vì FMS cho rằng nó đã mạnh lên thành xoáy thuận nhiệt đới cấp 1 theo thang đo bão Australia.  Sau đó nó mạnh lên thành bão cấp 2 khi hướng về phía đông nam. Vào ngày 3 tháng 3, nó trở thành bão nhiệt đới dữ dội cấp 3 trên phạm vi Úc và bão nhiệt đới tương đương cấp 1 trên SSHWS.  Nó nhanh chóng mạnh lên thành xoáy thuận nhiệt đới cấp 5 trên cả 2 thang đo Australia và SSHWS vào ngày 4 tháng 3.  Nó bắt đầu suy yếu dần khi di chuyển theo hướng đông nam, đi vào khu vực chịu trách nhiệm giám sát của MetService.  Cuối cùng nó đã trở thành xoáy thuận ngoại nhiệt đới vào ngày 6 tháng 3. 

Cảnh báo mưa lớn đã được ban hành cho khu vực phía Bắc của khu vực Lautoka và Ba, nội địa Ba và Nadroga-Navosa, Sigatoka và Kadavu.

### Nhiễu động nhiệt đới 10F
Cuối ngày 8 tháng 3, FMS báo cáo rằng nhiễu động nhiệt đới 10F đã hình thành gần Niue và khiến hệ thống có ít cơ hội phát triển. JTWC bắt đầu theo dõi vùng nhiễu động vào ngày hôm sau và cũng cho rằng khả năng hình thành của nó là rất thấp. Trong môi trường có nhiệt độ mặt nước biển ấm, độ đứt gió từ thấp đến trung bình và dòng chảy ở tầng trên tuyệt vời, hệ thống này nhanh chóng phát triển, khiến JTWC phải ban hành TCFA  trong cùng ngày. Đến ngày hôm sau, FMS đã nâng cơ hội hình thành xoáy thuận lên mức vừa phải. Tuy nhiên, hoàn lưu mực thấp của hệ thống trở nên kéo dài và được xác định yếu, với đối lưu của nó bị lệch do gió đứt về phía đông, khiến JTWC hủy TCFA vào cuối ngày 11 tháng 3. FMS tiếp tục theo dõi 10F cho đến khi nó được ghi nhận lần cuối hai ngày sau đó, về phía tây nam của Papeete, Polynesia thuộc Pháp.

## Tên bão

### FMS đặt tên
| - Hale - Irene - Judy - Kevin - Lola (chưa sử dụng) | - Mal (chưa sử dụng) - Nat (chưa sử dụng) - Osai (chưa sử dụng) - Pita (chưa sử dụng) - Rae (chưa sử dụng) |

### Các cơ quan khí tượng khác đặt tên
- Gabrielle (bởi BoM)
- Yaku (bởi SENAMHI)